# NO Большой Медведицы
NO Большой Медведицы (лат. NO Ursae Majoris), HD 109011 — двойная звезда в созвездии Большой Медведицы на расстоянии приблизительно 82,7 световых лет (около 25,3 парсеков) от Солнца. Видимая звёздная величина звезды — от +8,11m до +8,08m.

## Характеристики
Первый компонент — оранжевый карлик, эруптивная переменная звезда типа RS Гончих Псов (RS:) спектрального класса K2V. Эффективная температура — около 5116 К.